# Лозівська селищна рада (Деражнянський район)
Ло́зівська се́лищна ра́да — адміністративно-територіальна одиниця та орган місцевого самоврядування в Деражнянському районі Хмельницької області. Адміністративний центр — селище міського типу Лозове.

## Загальні відомості
Лозівська селищна рада утворена в квітні 1944 року.
- Територія ради: 2,52 км²
- Населення ради: 1 650 осіб (станом на 2001 рік)
- Територією ради протікає річка Вовк

## Населені пункти
Селищній раді підпорядковані населені пункти:
- смт Лозове

## Склад ради
Рада складається з 16 депутатів та голови.
- Голова ради: Стокальський Віктор Альбертович
- Секретар ради: Колесник Надія Василівна

### Керівний склад попередніх скликань
| Прізвище, ім'я, по батькові     | Основні відомості                                                        | Дата обрання | Дата звільнення |
| ------------------------------- | ------------------------------------------------------------------------ | ------------ | --------------- |
| Лисюк Раїса Миколаївна          | Селищний голова, 1957 року народження, освіта вища, позапартійна         | 26.03.2006   | 31.10.2010      |
| Лисюк Раїса Миколаївна          | Селищний голова, 1957 року народження, освіта вища, член Партії регіонів | 31.10.2010   | 27.03.2014      |
| Стокальський Віктор Альбертович | Селищний голова, 1965 року народження, освіта вища, безпартійний         | 26.10.2014   |                 |

Примітка: таблиця складена за даними сайту Верховної Ради України

### Депутати
За результатами місцевих виборів 2010 року депутатами ради стали:

#### За суб'єктами висування
| Суб'єкт висування                 | Кількість обраних депутатів | %    |
| --------------------------------- | --------------------------- | ---- |
| Партія регіонів                   | 7                           | 43,8 |
| Самовисування                     | 3                           | 18,8 |
| Єдиний Центр                      | 2                           | 12,5 |
| Комуністична партія України       | 2                           | 12,5 |
| Народна партія                    | 1                           | 6,3  |
| Політична партія «Сильна Україна» | 1                           | 6,3  |

#### За округами
| № округу                          | Прізвище, ім'я, по батькові    | Дата визнання обраним | Освіта  | Партійна приналежність                  | Відомості про обраного депутата                                                 |
| --------------------------------- | ------------------------------ | --------------------- | ------- | --------------------------------------- | ------------------------------------------------------------------------------- |
| Єдиний Центр                      |                                |                       |         |                                         |                                                                                 |
| 5                                 | Краєв Валерій Миколайович      | 05.11.2010            | середня | член Єдиного Центру                     | тимчасово не працює                                                             |
| 11                                | Прокрпишен Володимир Іванович  | 05.11.2010            | середня | член Партії регіонів                    | тимчасово не працює                                                             |
| Комуністична партія України       |                                |                       |         |                                         |                                                                                 |
| 2                                 | Мацюк Ольга Вікторівна         | 05.11.2010            | вища    | позапартійна                            | Лозівська амбулаторія загальної практики — сімейної медицини, лікар             |
| 4                                 | Ладор Наталія Володимирівна    | 05.11.2010            | середня | позапартійна                            | Лозівська амбулаторія загальної практики — сімейної медицини, медсестра         |
| Народна Партія                    |                                |                       |         |                                         |                                                                                 |
| 7                                 | Сусловська Марія Броніславівна | 05.11.2010            | середня | член Народної партії                    | Лозівський дитячий садок, техпрацівник                                          |
| Партія регіонів                   |                                |                       |         |                                         |                                                                                 |
| 1                                 | Колесник Надія Василівна       | 05.11.2010            | середня | член Партії регіонів                    | Лозівська селищна рада, секретар                                                |
| 6                                 | Загородня Валентина Петрівна   | 05.11.2010            | середня | член Партії регіонів                    | Лозівський селищний клуб, завідувачка клубу                                     |
| 8                                 | Жук Валентина Володимирівна    | 05.11.2010            | середня | член Партії регіонів                    | Лозівська амбулаторія загальної практики — сімейної медицини, молодша медсестра |
| 9                                 | Олех Наталія Петрівна          | 05.11.2010            | середня | член Партії регіонів                    | Лозівська селищна рада, начальник військово-облікового столу                    |
| 10                                | Мирик Тетяна Анатоліївна       | 05.11.2010            | середня | член Партії регіонів                    | дошкільний навчальний заклад «Веселка», завідувачка                             |
| 14                                | Бабій Алла Миколаївна          | 05.11.2010            | середня | член Партії регіонів                    | приватний підприємець                                                           |
| 16                                | Кушнір Надія Анатоліївна       | 05.11.2010            | середня | член Партії регіонів                    | тимчасово не працює                                                             |
| Політична партія «Сильна Україна» |                                |                       |         |                                         |                                                                                 |
| 13                                | Матвійцева Ольга Вікторівна    | 05.11.2010            | середня | член Політичної партії «Сильна Україна» | Хмельницький обласний онкологічний диспансер, медична сестра                    |
| Самовисування                     |                                |                       |         |                                         |                                                                                 |
| 3                                 | Рябцов Микола Григорович       | 05.11.2010            | вища    | позапартійний                           | Лозівська загальноосвітня школа I-III ст., завгосп                              |
| 12                                | Яковлєва Руслана Петрівна      | 05.11.2010            | вища    | член Політичної партії «Фронт Змін»     | ЖКП НП «Надія», директор                                                        |
| 15                                | Загородня Інна Вікторівна      | 05.11.2010            | вища    | позапартійна                            | Новосілецька загальноосвітня школа, заступник директора                         |